# Саут Вачери (Луизијана)
Саут Вачери (енгл. South Vacherie) насељено је место без административног статуса у америчкој савезној држави Луизијана.

## Демографија
По попису из 2010. године број становника је 3.642, што је 99 (2,8%) становника више него 2000. године.
| Група             | 2000.         | 2010.         |
| Белци             | 2.406 (67,9%) | 2.328 (63,9%) |
| Афроамериканци    | 1.121 (31,6%) | 1.245 (34,2%) |
| Азијати           | 1 (0,0%)      | 0 (0,0%)      |
| Хиспаноамериканци | 9 (0,3%)      | 48 (1,3%)     |
| Укупно            | 3.543         | 3.642         |